# Estación Villacolombia
Villacolombia es una estación del Sistema Integrado de Transporte MIO, en la ciudad colombiana de Cali. Fue inaugurada en 2008.

## Ubicación
Se ubica en la carrera 15 entre calles 52 y 53, y queda ubicada entre los barrios Villacolombia y Chapinero, diagonal al Colegio San Francisco de Asís, el Centro Comercial Santiago Plaza y la Estación de Servicio Distracom Villacolombia. La estación tiene un vagón de transferencia y una sola vía de acceso peatonal semaforizado por la calle 52.

## Características
La estación tiene una sola vía de acceso peatonal semaforizado por la calle 52 y un vagón bidireccional que le permite recibir rutas en ambos sentidos, cuenta con punto de integración virtual con la ruta alimentadora A45B, cuya parada más cercana es en la Calle 52 entre carrera 15 y 14.

## Servicios de la estación

### Rutas troncales
| Ruta | Estación Origen                    | Estación Destino             | Sentido (N/S) |
| ---- | ---------------------------------- | ---------------------------- | ------------- |
| T40  | Terminal Andrés Sanín Cl 73 Cra 19 | Centro                       | Ambos         |
| T42  | Terminal Aguablanca Cra 28D Cl 96  | Terminal Menga Av 3N Cl 70N  | Ambos         |
| T47B | Terminal Andrés Sanín Cl 73 Cra 19 | Unidad Deportiva Cl 5 Cra 52 | Ambos         |

### Rutas pretroncales
| Ruta | Origen                      | Trayecto                     | Destino                |
| ---- | --------------------------- | ---------------------------- | ---------------------- |
| P21C | Terminal Menga Av 3N Cl 70N | Cl 70 - Autopista Sur - Cl 5 | Buitrera Cra 100 Cl 11 |

- Datos: Q97171853